# Szczelinomierz

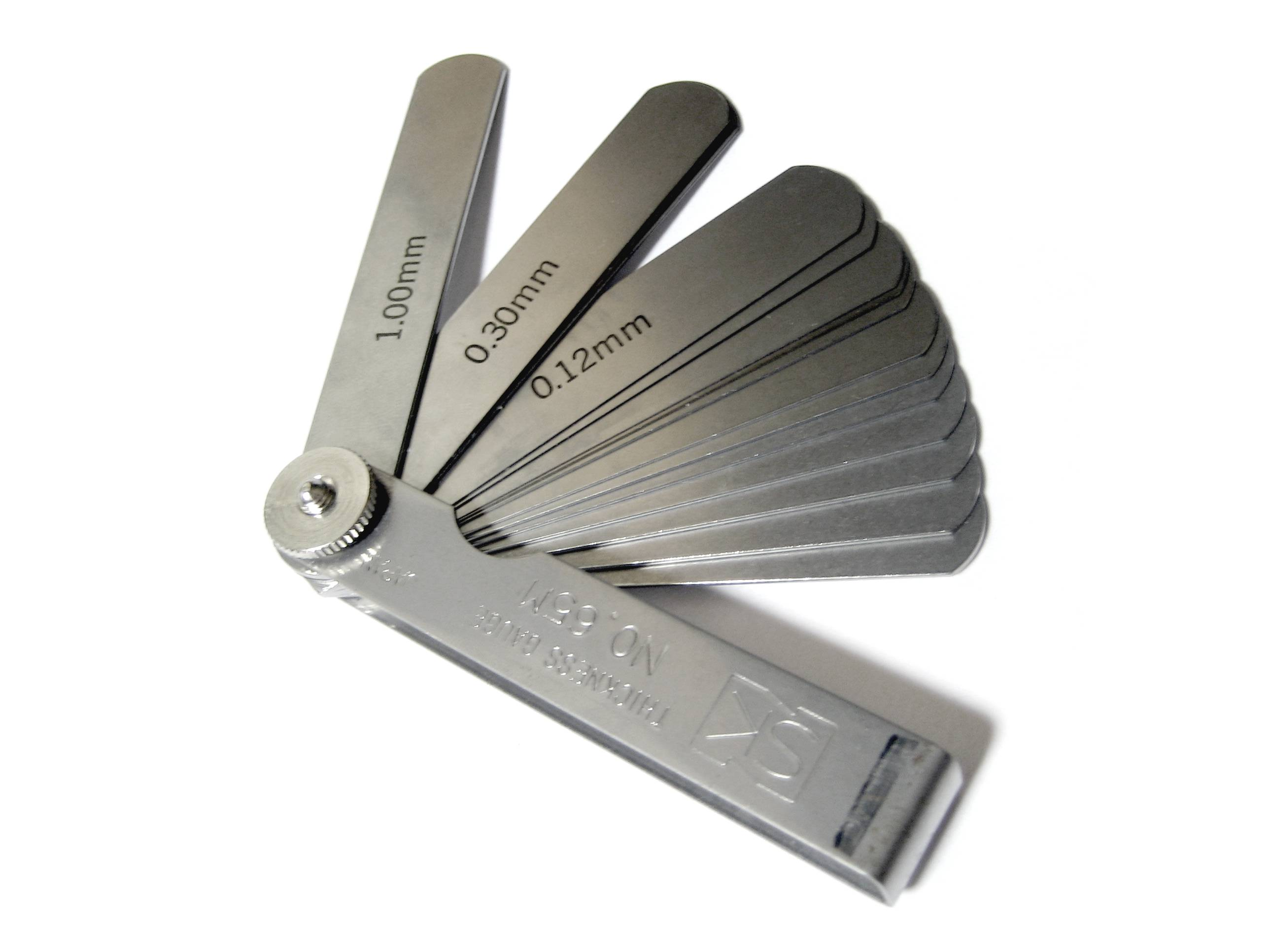
Szczelinomierz płytkowy

Szczelinomierz – przyrząd pomiarowy służący do określenia wielkości gwintów lub luzów między sąsiadującymi powierzchniami .
Składa się z szeregu płytek (blaszek, listków) każda o innej grubości, najczęściej osadzonych obrotowo we wspólnej obudowie (w którą są chowane jak ostrza scyzoryka). 
Jak każdy przyrząd pomiarowy, powinien on być okresowo wzorcowany. Podczas wzorcowania jedynym wyznaczanym parametrem jest odchyłka grubości poszczególnych listków.

## Zasada pomiaru
Pomiar szczelinomierzem polega na wybraniu i wsunięciu płytki w mierzoną szczelinę w taki sposób, by nie było luzów. Grubość płytki odpowiada wtedy szerokości mierzonej szczeliny.
Przykładowo jeśli np. płytka 0,2 łatwo wchodzi w szczelinę i wyczuwalny jest jeszcze luz, a płytka 0,3 nie wchodzi w ogóle, to za grubość szczeliny przyjmuje się uśrednioną wartość obu płytek (w tym przypadku 0,25) .

## Zastosowanie
Szczelinomierze stosuje się do regulacji luzu zaworowego silnika spalinowego oraz do pomiaru (zwykle podczas montażu) luzów między współpracującymi powierzchniami maszyn .